# Dubiraphia brunnescens
Dubiraphia brunnescens är en skalbaggsart som först beskrevs av Henry Clinton Fall 1925.  Dubiraphia brunnescens ingår i släktet Dubiraphia och familjen bäckbaggar. Inga underarter finns listade i Catalogue of Life.